# Couston
Le couston est un cépage français de raisins noirs.

## Origine et répartition géographique
Ce cépage de cuve est issu d’un croisement récent entre Grenache et Aubun et inscrit au catalogue officiel depuis 2010.
Un seul clone est agréé et porte le numéro 1129.
Ce cépage est originaire du Sud de l'Ardèche et a été découvert par Julien Couston.

## Caractères ampélographiques
- Feuilles adultes ressemblant à celles du Grenache
- Port retombant
- Grappes petites et nombreuses
- Baies très petites

## Aptitudes culturales
Ce cépage est plus précoce que le Grenache noir. Ce cépage est très fertile (nombreuses grappes), mais ces grappes sont petites et lâches, avec de petites baies. Il est peu sensible à la pourriture grise.

## Potentiel technologique
Le Couston N conduit à l’élaboration d’un vin coloré avec une importante structure tannique.

## Synonymes
- Plant de Couston